# Воніца
Во́ніца (грец. Βόνιτσα) — містечко в Греції. Знаходиться на південному березі Амбракійської затоки, на схід від мису Акцій,  за 13 кілометрів на південний схід від Превези, за 28 кілометрів на південний захід від Арти, за 105 від Патр і за 268 кілометрів на північний захід від Афін. Висота над рівнем моря 10 метрів. Адміністративний центр громади (діма) Актіон-Воніца в периферійній одиниці Етолія та Акарнанія в периферії Західна Греція . за переписом 2011 населення складало 4703 жителів .
Через місто проходить національна дорога 42 Амфілохія—Лефкас .

## Історія

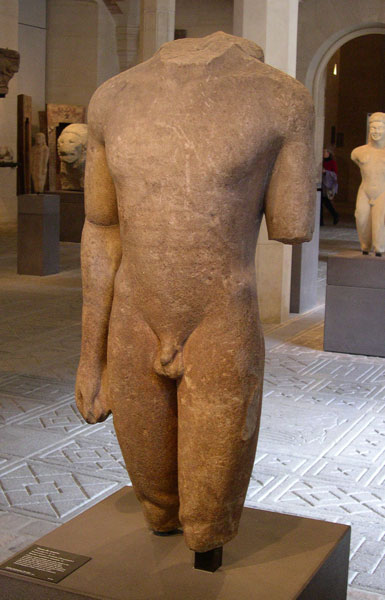
Курос з античного міста Акцій поблизу Воніци

Місто Воніца знаходиться між залишками давньогрецького міста Анакторій, заснованого переселенцями з Корінфу у 630 р. до н.е. і мисом Акцій в гирлі Амбракійської затоки.
2 вересня 31 року до н.е. неподалік від міста відбулась битва при Акції між флотами Октавіана Августа і Марка Антонія. Як і інші міста Акарнанії, Анакторій занепав, коли після цієї битви римляни на її честь заснували місто Нікополь (Місто Перемоги) на іншому боці Амбракійської затоки і змусили навколишніх мешканців переселитись до цього міста.
Саму Воніцу було засновано імовірно в IV столітті, після того, як Нікополь в свою чергу було облишено його мешканцями. 
У 1081 році нормани під керівництвом Роберта Гвіскара завойовали  це місто і спустошили його.
Після розподілу Візантійської імперії внаслідок завоювання Константинополя в 1204 році, Воніца опинилась в складі Епірського деспотату. У другій половині XIII століття Воніцу брали в облогу війська конкуруючої грецької Нікейської імперії. У серпні 1294 р Воніцу було передано Філіпу I Тарентському в якості посагу при його одруженні на доньці епірського деспота Никифора I Комніна Дуки, але фактичне панування неаполітанської анжуйської династії над містом розпочалось лише у 1305 році, коли місто захопив Карл II Анжуйський. У 1314 році Воніца знову  повернулася до Епірського деспотату. У 1331 році Воніца, що перебувала під владою деспоту Епіру Іоанна II Орсіні була захоплена Готьє VI де Брієнном, герцогом Афін і зятем Філіпа I Тарентского, який мав певні права на Епір. Воніца залишилася під владою афінських герцогів, Готьє VI де Брієнна та його наступника Жана д'Енгієна до 1373 р.
У 1373 р. Воніцу завоював пфальцграф Кефалонії і Закінфа Леонардо I Токко. Згодом вона ще декілька раз переходила з рук в руки, допоки остаточно не відійшла до володіння родини Токко.
В 1479 році Воніцу, останньою з усіх міст колишнього Епірського деспотату було захоплено Османської імперією.
В 1684 р. Воніцу захопила  Венеційська республіка. За правління Венеції Вониця була розділена на три квартали: Ресінто, Борго і Боккале. До кварталу Ресінто входив венеційський замок, збережений дотепер.
В 1797 році, після ліквідації Венеційської республіки Наполеоном, за умовами Кампо-Формійським миру, Воніца разом з Іонічними островами, Превезою та Паргою протягом короткого часу перебувала у власності Франції. 3 січня 1799 р. Росія та Османська імперія уклали договір, за яким французькі володіння Іонічних островів, а також Епір і Етолія-Акарнанія мали бути знову передані Османській імперії. У березні 1799 р. російсько-турецькому флоту вдалося підкорити Іонічні острови. Воніца потрапила до Османської імперії, як і інші материкові володіння Франції. Алі-паша Тепеленський зайняв французькі володіння на нинішньому західному узбережжі Греції, включаючи Воніцу, відразу після завоювання Іонічних островів. На відміну від материкових володінь Франції під суверенітетом Османської імперії, вони залишалися незалежними як республіки.
Воніцу разом з усією Акарнанією було звільнене під час Грецької війни за незалежність в 1832 році. У 1862 році у Воніці почалося повстання, що призвело до зречення короля Греції Оттона I .
Наприкінці XIX століття місто було відоме як порт у якому велася торгівля оливковою олією, хлібом та будівельним лісом. У ньому проживало 2500 жителів.

## Пам'ятки
Однією з визначних пам'яток міста Воніца є дуже добре збережений замок венеційської епохи.

## Муніципалітет Актіон-Воніца
Муніципалітет (дім) утворено в 1912 році (ΦΕΚ 261Α) . До муніципалітету Актіон-Воніца входять три населені пункти. За переписом 2011 року населення громади складало 4916 жителів. Площа 69,892 квадратних кілометри.
| Найменування | Населення (2011), людина |
| ------------ | ------------------------ |
| Актіон       | 180                      |
| Вониця       | 4703                     |
| Неа-Камаріна | 33                       |

## Населення Воніци
| Рік  | Населення, людина |
| ---- | ----------------- |
| 1991 | 4122              |
| 2001 | 3864              |
| 2011 | ↗ 4703            |